# Maria Forescu

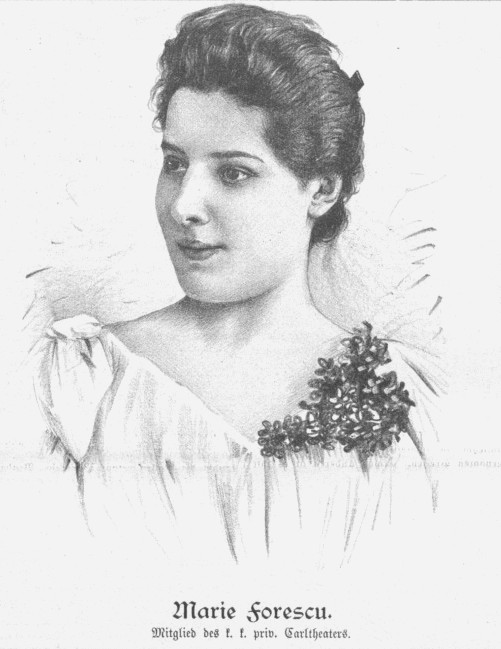
Maria Forescu (1895)

Maria Forescu, geborene Maria Füllenbaum (* 15. Jänner 1875 in Czernowitz, Bukowina, Österreichisch-Ungarische Monarchie; † 28. Oktober 1947 in Berlin), war eine deutschsprachige Operettensängerin und Filmschauspielerin.

## Leben

### Herkunft und Ausbildungen
Maria Füllenbaum stammte aus einer deutschsprachigen jüdischen Familie in Czernowitz. Die Eltern siedelten nach Prag um, wo sie das deutsche Mädchenlyzeum besuchte. Anschließend studierte sie am dortigen Konservatorium Gesang, Musik und Schauspiel.

### Operettenkarriere
Danach debütierte Maria Forescu als Operettensängerin und trat bald am renommierten Wiener Carltheater auf, danach gastierte sie an Bühnen in ganz Europa, wie in St. Petersburg, Amsterdam, dann Hamburg und München. Um 1905 zog sie nach Berlin, wo sie am Theater des Westens, am Operettentheater und am Metropoltheater auftrat.

### Filmkarriere
Nachdem sie 1911 erstmals auch in einem Film mitgewirkt hatte, gab sie 1915 den Gesang zugunsten ihrer Filmkarriere ganz auf. Zu den bekanntesten Filmen, in denen Maria Forescu – meist als Nebendarstellerin – mitgewirkt hat, zählen Veritas vincit (Joe May, 1918), Peer Gynt (Richard Oswald, 1919), Das indische Grabmal 2. Teil: Der Tiger von Eschnapur (Joe May, 1921), Marizza, genannt die Schmugglermadonna (Friedrich Wilhelm Murnau, 1922), Hanneles Himmelfahrt (Urban Gad, 1922), Nju (Paul Czinner, 1924), Die freudlose Gasse (Georg Wilhelm Pabst, 1925) und Der Zigeunerbaron (Friedrich Zelnik, 1927).
Ihr Typus war vorzugsweise der der leichtgeschürzten Zigeunerin. An der Wende zum Tonfilm trat sie mehrfach in Filmen ihres Freundes Harry Piel auf (z. B. Sein bester Freund, Bobby geht los, Schatten der Unterwelt). Die letzten bekannteren Filme, in denen Maria Forescu auftrat, waren Gerhard Lamprechts Zwischen Nacht und Morgen und Hans Behrendts Danton (beide 1931).

### Letzte Jahre
Nach dem Regierungsantritt der NSDAP fand Maria Forescu, die jüdischer Herkunft war, keine Engagements mehr und wurde 1938 aus der Reichsfachschaft Film ausgeschlossen.
Die nunmehr geächtete Künstlerin fand Unterschlupf bei Maria Hirschburg in der Motzstraße in Berlin-Wilmersdorf. 
Am 15. August 1942 sollte sie mit dem 18. Osttransport (lfd. Nummer 469) in das Ghetto von Riga deportiert werden, allerdings ist sie dort vermutlich nie angekommen, da sie von der Deportationsliste („Füllenbaum gen. Forescu, Maria, 15. Januar 1875, Czernowitz, ledig, nicht arbeitsfähig“) wieder gestrichen wurde.
Sie überlebte die Zeit der Judenverfolgung, wohnte zuletzt in Berlin-Müggelheim und starb 1947 im Alter von 72 Jahren in einem Krankenhaus in Berlin-Friedrichshagen.
Maria Forescu hinterließ einige wenige Aufnahmen aus Operetten für Beka und Parlophon (Berlin 1912).

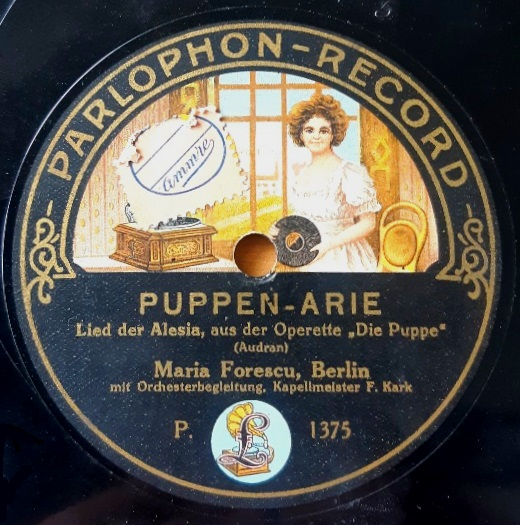
Schallplatte von Maria Forescu (Berlin 1912)

## Filmografie
- 1912: Krone und Fessel
- 1912: Die Pflicht
- 1912: Ihr Strandgut
- 1913: Der Steckbrief
- 1915: Märtyrerin der Liebe
- 1916: Seltsame Köpfe
- 1916: Am Abgrund
- 1917: Professor Nissens seltsamer Tod
- 1918: Veritas vincit
- 1918: Peer Gynt
- 1918: Irrwahn
- 1918: Die Tochter des Rajah

- 1918: Dida Ibsens Geschichte
- 1918: Der Weg, der zur Verdammnis führt
- 1918: Colomba
- 1919: Phantome des Lebens
- 1919: Nachtasyl
- 1919: Gepeitscht
- 1919: Die rote Herzogin
- 1919: Der blaue Fleck
- 1919: Der Tänzer, 2. Teil
- 1919: Der Mann auf der Flasche
- 1919: Das Medaillon der Lady Sington
- 1920: Im Banne des Andern
- 1920: Die entfesselte Menschheit
- 1920: Die Schuld des Andern
- 1920: Alfred von Ingelheims Lebensdrama
- 1921: Marizza, genannt die Schmugglermadonna
- 1921: Terpsichore. Die Macht des Tanzes
- 1921: Tanja, die Frau an der Kette
- 1921: Razzia
- 1921: Piraten der Schönheit
- 1921: Könnyved, der große Unbekannte
- 1921: Hapura, die tote Stadt. 1. Der Kampf um das Millionentestament
- 1921: Das indische Grabmal, 1. Teil: Die Sendung des Yoghi
- 1921: Das indische Grabmal, 2. Teil: Der Tiger von Eschnapur
- 1921: Die Fremde aus der Elstergasse
- 1921: Die Bettelgräfin vom Kurfürstendamm
- 1921: Der Todesreigen
- 1921: Der Mann in der Litfassäule
- 1921: Der Abenteurer
- 1922: Tabea, stehe auf!
- 1922: Die fünf Frankfurter
- 1922: Sie und die Drei
- 1922: Marie Antoinette
- 1922: Lola Montez, die Tänzerin des Königs
- 1922: Königin Karoline von England
- 1922: Jimmy, ein Schicksal von Mensch und Tier
- 1922: Hanneles Himmelfahrt
- 1922: Frauenschicksal
- 1922: Der Ruf des Schicksals
- 1922: Der Graf von Charolais
- 1922: Bummellotte
- 1923: Sein gefährlichstes Spiel
- 1923: Menschen und Masken, zwei Teile
- 1923: Esterella
- 1923: Die Marionetten der Fürstin
- 1923: Der Großindustrielle
- 1923: Katjuscha Maslowa
- 1924: Nju
- 1924: Gefährliche Freundschaft
- 1925: Leidensweg der kleinen Lilo
- 1925: Im Krug zum grünen Kranze
- 1925: Hanseaten
- 1925: Götz von Berlichingen zubenannt mit der eisernen Hand
- 1925: Die Verrufenen
- 1925: Die Erbin von St. Alban
- 1925: Der Liebeskäfig
- 1925: Der König und die kleinen Mädchen
- 1925: Das Abenteuer der Sybille Brant
- 1926: Spitzen
- 1926: Menschen untereinander
- 1926: Fedora
- 1926: Dürfen wir schweigen?
- 1926: Schenk mir das Leben
- 1926: Mädchenhandel
- 1926: Der Herr des Todes
- 1926: Kubinke, der Barbier, und die drei Dienstmädchen
- 1926: Eine tolle Nacht
- 1926: Die schwarze Hanne
- 1926: Die Wiskottens
- 1926: Die Piraten der Ostseebäder
- 1926: Der Liebe Lust und Leid
- 1926: Der gute Ruf
- 1926/27: Die Frauengasse von Algier
- 1926/27: Der Zigeunerbaron
- 1926/27: Der Sieg der Jugend
- 1926/27: Mädchenhandel – Eine internationale Gefahr
- 1927: Kopf hoch, Charly!
- 1927: Laster der Menschheit
- 1927: Wer wirft den ersten Stein?
- 1927: Valencia, Du schönste aller Rosen
- 1927: Frühere Verhältnisse
- 1927: Einbruch
- 1927: Die Hölle der Jungfrauen
- 1927: Der falsche Prinz
- 1927: Bigamie
- 1927: Arme kleine Colombine
- 1928: Der Mann mit dem Laubfrosch
- 1928: Anastasia, die falsche Zarentochter
- 1928: Ein Mädel und drei Clowns
- 1928/29: Das Mädel aus der Provinz
- 1929: Zwei Brüder (Rivalen der Liebe)
- 1929: Vererbte Triebe
- 1929: Sein bester Freund
- 1929: Männer ohne Beruf
- 1929: Meineid
- 1929: Madame Lu, die Frau für diskrete Beratung
- 1929: Le meneur de joies
- 1929: Die Kaviarprinzessin
- 1929: Der Teufelsreporter
- 1929: Der Sittenrichter (§ 218)
- 1929: Das goldene Krönlein
- 1929: Wer wird denn weinen, wenn man auseinandergeht
- 1930: Verklungene Träume
- 1930: Susanne macht Ordnung
- 1930: Lui et moi
- 1930: Liebeskleeblatt
- 1930: Er oder ich
- 1930: Das alte Lied
- 1930: Im Kampf mit der Unterwelt
- 1931: Der Weg nach Rio
- 1931: Danton
- 1931: Zwischen Nacht und Morgen
- 1931: Schatten der Unterwelt
- 1931: Ombres des bas fonds
- 1931: L'Auberge du père Jonas
- 1931: Ein ausgekochter Junge
- 1931: Die Koffer des Herrn O.F.
- 1931: Bobby geht los
- 1932: Der Frechdachs
- 1932: Das Schiff ohne Hafen
- 1932: Das erste Recht des Kindes